# Viljo Lempinen
Viljo Lempinen (Helsinki, 20 ottobre 1999) è un giocatore di football americano finlandese che gioca come cornerback per i Berlin Thunder.
Ha giocato nelle giovanili dei Vantaan TAFT e degli Helsinki Roosters, per poi passare nella prima squadra di questi ultimi. Dopo una stagione agli NMMI Broncos si è trasferito agli svedesi Stockholm Mean Machines e in seguito in ELF ai tedeschi Berlin Thunder.

## Palmarès
- 3 Vaahteramalja (Helsinki Roosters, 2017, 2018, 2019)
- 1 Superserien (Stockholm Mean Machines, 2022)